# Prosoproctus pataecus
Prosoproctus pataecus är en fiskart som beskrevs av Poss och Eschmeyer, 1979. Prosoproctus pataecus ingår i släktet Prosoproctus och familjen Aploactinidae. Inga underarter finns listade i Catalogue of Life.